# بيني (نظرية الانفجار العظيم)
بيني (بالإنجليزية:  Penny)‏ هي شخصية خيالية في المسلسل التلفزيوني نظرية الانفجار العظيم والتي تقوم بدورها الممثلة الأمريكية كالي كوكو.
بيني هي الشخصية الأنثوية الرئيسية في المسلسل، وهي تسكن بجوار كل من ليونارد هوفستاتر وشيلدون كوبر، عالمي الفيزياء في معهد كاليفورنيا للتقنية. تفتقر بيني للتعليم المتقدم، ولها شخصية منفتحة على عكس شخصيات الذكور الرئيسيين في المسلسل على الرغم من أنها تعتبر جزءا من مجموعتهم. بيني هي محط إعجاب ليونارد، وحتى أنها تصبح صديقته الحميمة في بعض فصول المسلسل.